# Zero Gravity (Kerli Kõiv-dal)
A Zero Gravity Kerli észt énekesnő dala. 2012. március 20-án jelent meg a Def Jam gondozásában az énekesnő második, 2012-ben megjelenő albumának első kislemezeként. A dalhoz tartozó, Alon Isocianu kanadai rendező által forgatott videóklip egy nappal később jelent meg.

## Háttér
2011 augusztusában mutatta be a dalt az énekesnő Chicago-ban, egy előadás során. A szám egy demó változata Seattle-ben debütált egy helyi rádió, a C89.5 műsorán szeptember 2-án.
2012. január 27-én az énekesnő bejelentette, ugyanezen évben megjelenő albumának első kislemeze a Zero Gravity lesz.
2012. március 2-án Kerli egy videóban bejelentette, létrehozta "Zero Gravity" alkalmazását Facebook-on, melyet a rajongóknak meg kellett osztaniuk, így közelebb kerülve a kislemez és videóklip kiadásához. A dal végleges változatát március 15-től lehetett meghallgatni az alkalmazás használatával. Négy nappal később bejelentette, március 20-ra várható a kislemez kiadása iTunes-on.

## Kompozíció
A Zero Gravity a dance stílus jellegzetességeit hordozza, ugyanakkor Kerli saját stílusa, a "Bubble Goth" is felfedezhető benne. Az énekesnő interjúk során elárulta, első albumával ellentétben második nagylemeze vidámabb és nyíltabb lesz. Egy olyan zenei hangzásvilág alkotására törekedett, melyet előtte nem hallott.

## Videóklip
A dalhoz tartozó videóklipet Alon Isocianu rendezte, a kisfilmet január 26-án és 27-én forgatták Los Angeles-ben. A videó március 21-én került feltöltésre az énekesnő VEVO csatornájára.
A kisfilmben olyan, az énekesnő által kitalált karakterek jelennek meg, mint "Sky Princess" (Ég Hercegnője). Kerli speciális öltözékekben jelenik meg, rengeteg kiegészítőt saját kezűleg készített.
A klip elején egy kristályokkal és fákkal borított dombvidéken láthatjuk az énekesnőt egy fáról lógva, ahol két lány jelenik még meg. A következő jelenetben az énekesnőt felhőkkel a háttérben láthatjuk, a levegőben lebegve és ülve is. Egy szürke, kör alakú helyiség jelenik ekkor meg, ahol Kerlit két lány veszi körül, egyikük haját fésüli. Kerli két alteregója egy hangszórókkal körülvett helyiségben találkozik, és egymáshoz közelednek. Miután megérintik egymást, Kőiv pillangó képében jelenik meg.

## Megjelenések
| Ország           | Dátum             | Formátum           | Kiadó   |
| ---------------- | ----------------- | ------------------ | ------- |
| Egyesült Államok | 2012. március 20. | Digitális letöltés | Def Jam |
| Kanada           | 2012. március 20. | Digitális letöltés | Def Jam |